# إليوت جونسون
إليوت جونسون (بالإنجليزية: Elliott Johnson)‏ (17 أغسطس 1994 المملكة المتحدة - ) هو لاعب كرة قدم بريطاني يلعب كمدافع.

## روابط خارجية
- إليوت جونسون على موقع قاعدة بيانات كرة القدم.إي يو (الإنجليزية)
- إليوت جونسون على موقع Soccerbase.com (لاعب) (الإنجليزية)
- إليوت جونسون على موقع Soccerway.com (الإنجليزية)